# Saint-Nicolas-la-Chapelle (Saboia)
Saint-Nicolas-la-Chapelle é uma comuna francesa na região administrativa de Auvérnia-Ródano-Alpes, no departamento de Saboia. Estende-se por uma área de 23,63 km². Em 2010 a comuna tinha 496 habitantes (densidade: 21 hab./km²).